# Sustrato vasco en lenguas romances

"La península en 1030". La primera constancia escrita tanto del romance del centro de la península como del vascuence está en las Glosas Emilianenses. El mapa muestra el desaparecido Reino de Pamplona entre los años 1029 y 1035.

Por sustrato vasco en las lenguas romances se entiende el conjunto de influencias de la lengua vasca o euskera (o su antecesor aquitano) sobre muchas variedades lingüísticas romances de la península ibérica y de Occitania, incluido el español. Las influencias son de tipo fonológico, léxico-semántico y se encuentran también en topónimos y apellidos.
El español es una lengua romance del grupo ibérico que nació en un área influida por el vasco. Su origen está en las actuales provincias de Burgos, Álava y Vizcaya. Las Glosas Emilianenses, uno de los primeros textos escritos en romance castellano, contiene varias frases en vasco.

## Historia
Una teoría muy popular a principios del siglo XX sobre la divergencia de las lenguas románicas es la teoría del substrato, según la cual uno de los motivos de diversificación es que el latín de los conquistadores había sido aprendido de manera imperfecta o al menos influido por la lengua prerromana autóctona de cada región a la que se llevó el latín. De acuerdo con ese enfoque se trataron de explicar algunas características específicas de las lenguas románicas de la península ibérica y del gascón (SO de Francia) como resultado de transferencia de características lingüísticas del vasco a dichas lenguas.
Recíprocamente, en el euskera se aprecia un fortísimo impacto del latín en su léxico usual, que hasta cierto punto llevó a la ampliación del inventario fonológico del euskera. Desde que se produjo el primer contacto con el latín, en torno al siglo II a. C., el euskera y las lenguas romances se han influido mutuamente, de diferentes maneras, aunque especialmente en forma de préstamo léxico. La influencia se ha producido sobre todo desde el latín hacia el euskera, pero también existen algunas aportaciones vascas a las lenguas romances (al aragonés, al castellano y al gascón principalmente).
Los datos históricos confirman claramente la idea de Coromines de que la lengua vasca tuvo una gran vitalidad y prestigio en la Baja Antigüedad y Alta Edad Media, y el territorio en que se hablaba era notablemente más amplio que el actual, extendiéndose como mínimo al norte de Aragón y la Cataluña noroccidental, así como a gran parte de Gascuña (suroeste de Francia). Durante un breve período de tiempo durante el s. X, el Reino de Navarra fue el reino más fuerte de la península ibérica, por lo que tuvo un papel destacado en el inicio de la Reconquista y el Camino de Santiago, en pleno apogeo entonces, recorría precisamente la ruta desde Aquitania a Galicia pasando por la actual Comunidad Foral de Navarra y el País Vasco. 
Por otra parte, María Teresa Echenique considera que desde los primeros siglos de la era actual, siempre hubo hablantes bilingües vasco-romances en la zona de habla vasca, lo que habría facilitado la influencia mutua. Echenique presupone que existió continuum de variedades románicas del norte de España (desde el gallego al catalán) en el que participarían variedades romances en el País Vasco.

### El nacimiento del castellano y la influencia del vasco
El castellano es una lengua romance del grupo ibérico, cuyo origen es popularmente asociado con el condado de Castilla, en las actuales provincias de Burgos, Vizcaya y Álava y con el reino medieval de Castilla, que incluía aproximadamente la actual provincia de Burgos y las comunidades autónomas del País Vasco, La Rioja y Cantabria, en España; el centro del antiguo reino es la zona de La Bureba, donde se halla el corredor de la Bureba, paso obligado para entrar a la meseta ibérica desde el norte peninsular, es decir, desde Europa. En esta área se supone que se hablaba euskera habitualmente en el siglo V, cuando se empezó a considerar un «habla» bárbara y el latín como lengua culta y escrita propia de la cristiandad. Según la tesis de Ramón Menéndez Pidal, el habla romance de toda esta zona tuvo una gran influencia, especialmente en fonética, en el romance hablado en la ciudad de Toledo, a partir del cual se creó el primer estándar escrito del español en el siglo XIII. Sin embargo, otros autores, como Manuel Criado de Val, consideran que el mozárabe hablado en Toledo antes de la conquista castellana, mal conocido, ha sido más importante en la formación del español.
Se supone que en esta época el latín era hablado y escrito por las clases cultas, como lengua de Estado transmisora de cultura escrita, mientras que el euskera lo mantenían popularmente en zonas rurales —era solamente un «habla», pues no se manifestaba por escrito— y se reforzaba por las repoblaciones con navarros durante la Reconquista. Por ello, no es extraño que en uno de los textos más antiguos en lengua romance del centro-norte de la península ibérica que se conocen, las Glosas Emilianenses, de finales del siglo X o principios del siglo XI, que se conservan en el Monasterio de Yuso, en San Millán de la Cogolla (La Rioja), incluyan nombres personales y frases en euskera.

### El aragonés y la influencia del vasco
Históricamente las variedades de navarro-aragonés son las hablas romances que tuvieron un mayor contacto con el euskera. Estas variedades presentan igualmente varios de los cambios fonéticos del castellano que han sido atribuidos a una posible influencia vasca.

### El gascón y la influencia del vasco
La presencia de un substrato vascoaquitano en época romana parece más claramente documentada al norte de los Pirineos que al sur. De hecho la moderna región de Gascuña y la variedad de occitano autóctona de dicha región, el gascón, deben su nombre al topónimo Wasconia, claramente relacionado con el etnónimo vascones, de cuyo nombre se derivó el gentilicio «vasco».
El gascón es la variedad más divergente de occitano y algunos de sus rasgos, como la aspiración de f- inicial, han tratado de ser explicados por influencia del substrato vasco, sustrato en cierta forma documentado como idioma aquitano. Debe recordarse igualmente que una forma de gascón, el aranés, es cooficial en los valles pirenaicos de Lérida (Valle de Arán), una zona donde se testimonia la presencia de topónimos de origen vasco durante la Edad Media, algunos de los cuales siguen en uso (p. e. Aran se ha relacionado con el vasc. (H)aran, 'valle').

## Influencia en el nivel fonético-fonológico
A nivel fonético podemos distinguir dos áreas de influencia de tipo vasco o vascoide:
1. De un lado tenemos rasgos que tienen un epicentro claro en la zona vasca y que se difunden a zonas limítrofes afectando al castellano, al gascón, al navarro-aragonés y en parte al dialecto occidental del catalán. De este tipo de rasgos puede discutirse si se trata de una innovación local compartida o de un influjo de la pronunciación vasca, aunque los datos de reconstrucción del protoeuskera inducen a creer que al menos la mayoría serían rasgos de origen vasco.
2. De otro tenemos una serie de rasgos que se extienden desde Aquitania por la cornisa Cantábrica hasta Galicia y el norte de Portugal. En ocasiones se ha considerado que se habrían originado en un substrato previo desconocido que habría influido en toda la zona, incluso sobre el euskera. Este substrato supuestamente explicaría una serie de coincidencias fonéticas comunes entre el galaico-portugués y el vasco-aquitano, como la caída de /n/ intervocálica y la palatalización del diptongo /au/ originario, así como los restos de un sistema de cuenta vigesimal en Zamora, Cantabria y Portugal (sistema que es el único existente en vasco). Se ha propuesto incluso identificar este substrato con los ligures (Ernst Gamillscheg). Con todo, tampoco puede descartarse el origen vasco de estos rasgos o que ese substrato fuese euskérico, y los ligures son un pueblo del que, aunque es muy mencionado en las fuentes, apenas se sabe nada seguro sobre su lengua.

Los rasgos fonéticos de más probable influencia vasca serían los siguientes:
1. Estructura vocálica con sólo cinco vocales (no distingue como el catalán o el gallego entre e/o abierta y cerrada).
2. Betacismo. Neutralización de la fricativa y la oclusiva labiales a favor de la última (bilabial oclusiva /b/). Es un rasgo que se encuentra en castellano, asturleonés, gascón y occitano central, aragonés, catalán de Cataluña y norte de la Comunidad Valenciana, gallego y dialectos septentrionales del portugués, y en el sardo.
3. Caída de /f/ inicial, tras pasar por una fase de aspirada /h/. El cambio también se encuentra en el gascón, por lo que la explicación a partir del substrato vasco parece plausible. Sin embargo, el cambio se encuentra asimismo en el asturleonés oriental (hablado en una zona habitada originalmente por tribus cántabras), las variedades interiores más arcaicas del sardo, en el calabrés y en variedades rumanas (meglenorrumano e istrorrumano). En estos otros casos, el recurso al vasco no parece razonable. De hecho, es posible que dicho cambio incluso en español originalmente no tenga que ver con el vasco.
4. Pérdida de las sibilantes sonoras que se ensordecen y pasan a confundirse con las sordas. Tal y como observó Martinet, esta simplificación hace que el complicado sistema de sibilantes del castellano antiguo se convierta en uno similar al del euskera. Este rasgo también diferencia al gallego del portugués. Sin embargo, este reajuste de las sibilantes es tardío y no se dio hasta el siglo XVI, por lo que podría ser independiente de la influencia del euskera.
5. Aparición eventual de una vocal protética delante de /r/ inicial. Este fenómeno se documenta con claridad en gascón y castellano antiguo (así ‘arredondo’ por ‘redondo’), aunque ha dejado algunos rastros en el actual (arrepentirse cast. ant. ‘repentirse’ lat. ‘repaenitere’; ‘arruga’ lat. ‘ruga’). Nuevamente la epéntesis también se da en italiano, con lo cual la influencia vasca no sería la única posibilidad.
6. Existencia de una apicoalveolar /s/ en oposición a un fonema dentoalveolar o dental /s̺/, /θ/. Sin embargo, la primera también se encuentra en varios dialectos romances del norte de Italia, lo que descartaría la influencia vasca.

La cuestión de las cinco vocales ha sido muy debatida por considerarse que es un esquema muy común y que por azar las diptongaciones en ‘ie’ y ‘ue’ habrían conducido a un esquema coincidente con el vasco. Sin embargo, se ha argumentado también que esta evolución habría sido causada precisamente porque los hablantes hablaban distinguiendo sólo cinco vocales (Alarcos).
Sobre el betacismo también ha habido debate. Hay confusión entre /b/ y /v/ también en francés, italiano y portugués, pero solo en posición intervocálica y fundiéndose en /v/; mientras que en castellano la confusión es hacia /b/ y se da en todas las posiciones. Pero sí se detecta el betacismo en el aragonés, en el asturiano, en el gallego y en dialectos del catalán. Dámaso Alonso prefiere entender el fenómeno no como vasco, sino de un hipotético substrato del norte de España, mientras que Martinet lo considera de origen vasco y que luego el castellano habría difundido este rasgo.
También ha habido un gran debate sobre la inclusión de la caída de f- inicial. Un problema es que la ortografía medieval castellana es ambigua y que una explícita F escrita no permite descartar una pronunciación aspirada de /h/, de la misma manera que en la actualidad una grafía H no implica que se pronuncie una aspiración. En todo caso, es evidente que es un fenómeno cuyo epicentro está en la zona vasca y, de hecho, se detecta en asturiano oriental, montañés y en gascón (en el que la f ha caído en todas las posiciones). En el mismo sentido, ya Menéndez Pidal señaló que el fenómeno se detecta desde el s. IX precisamente en la zona castellana limítrofe con la lengua vasca (la Rioja, norte de Burgos, Cantabria) y que luego esta pronunciación se fue extendiendo e imponiendo sobre los demás dialectos castellanos. No obstante, otro romance vecino, el aragonés, conserva la f inicial. Por eso, aunque Rohlfs indica que también se detecta en el sur de Italia, esto último parece un fenómeno no relacionado y la opinión generalizada es que sí es una influencia vasca.
Otros fenómenos son poco claros. Así se ha comentado que el reforzamiento de la r- en posición inicial, donde sólo se admite la pronunciación de vibrante múltiple, pudiera estar relacionada con la ausencia de r- inicial en euskera. Este fenómeno podría estar relacionado con el del catalán y el asturleonés, donde incluso se detecta un reforzamiento paralelo de /l/ (lat. ‘luna’ cat. y ast. lluna; lat. ‘lupus’ cat. ‘llop’, ast. llobu), pero es difícil explicarlo como influencia vasca cuando el euskera precisamente evita estos inicios añadiendo una vocal protética.
También se han detectado serios indicios de que en las zonas de América donde hubo una importante inmigración de población vasca, habría quedado influencia a nivel fonético. Así se explicaría la pronunciación asibilada de las vibrantes 'r' y 'rr' de Chile y zonas de Argentina, Bolivia y Paraguay, dado que en España esta pronunciación se documenta precisamente en el País Vasco, Navarra y La Rioja.
Por último, queda por destacar el timbre de la /s/ española y su oposición al fonema /θ/ (zeta); distinción que también podríamos vincular al vascuence.[cita requerida] Igual que en euskera, el fonema /s/ del español no seseante suele ser apicoalveolar, articulado con la punta de la lengua hacia los alveolos y una posición lingual cóncava. El español no sólo comparte el mismo tipo de /s/ con el euskera, además (en zonas no seseantes) el castellano distingue /s/ de un fonema interdental /θ/ (zeta) de modo que "coser" suena diferente de "cocer" y "abrasar" diferente a "abrazar".

## Influencia en el nivel léxico-semántico

### Léxico común
En época medieval, el euskera tuvo una fuerte influencia en la lengua castellana, que fue perdiendo a partir del siglo XV. Así se encuentra en términos de respeto como el personaje del Cantar del Mío Cid 'Minaya Álvar Fáñez' o 'Miecha don Ordonio'; donde Minaya está por 'mi hermano' y Miecha por 'mi padre'. Minaya de eusk. anaia ('hermano') y Miecha de aita ('padre'), término con variantes 'eita', 'ecta', 'echa' en documentos medievales y que es el que da origen a los topónimos con el prefijo 'cha' como 'Chamartín' (vide infra). Es notorio el número de términos vascos en la poesía del riojano Gonzalo de Berceo  (siglo XIII) como 'azcona' ('lanza'), 'gabe' ('loco', 'privado'; eusk. gabe 'sin'), 'socarrar' , 'zatico' ('mendrugo') o la expresión 'Don Bildur' para mentar al diablo (eusk. beldur 'miedo'). Por otra parte, también se pueden encontrar préstamos en la jerga de los fabricantes de trillos de Cantalejo, Segovia, denominada gacería y en la jerga de los canteros de Pontevedra, fala dos arxinas y de los canteros de Cantabria, la pantoja.
- agur, término vasco de despedida procedente del latín augurium.
- alud, eusk. lurte 'desprendimiento de tierras', de lur 'tierra'.
- angula 'cría de la anguila', del latín anguilla.
- aquelarre, del topónimo eusk. Akelarre, de *aker-larre 'prado del macho cabrío'.
- azcona, eusk. azkon 'dardo'.
- cencerro, eusk. zinzerri 'campana que se cuelga del cuello de las reses en los rebaños para saber dónde se encuentran estos'.
- chabola, eusk. txabola (del francés geôle < lat. caveola) pasó de indicar la caseta temporal de los pastores vascos en la montaña a referirse a las casuchas en barracón en las que se apiñaban los mineros de Trápaga y Ortuella a principios del siglo XX.
- chaparro, eusk. txaparro 'mata de encina o roble; (hombre) rechoncho'.
- charro 'aldeano de Salamanca', eusk. txar 'malo'.
- chatarra, eusk. txatar 'hierro viejo'.
- chirimbolo, eusk. txirinbol 'rodaja, bola'.
- chirimiri (voz regional), eusk. zirimiri 'lluvia fina'.
- chistorra, eusk. txistor 'longaniza, chorizo'.
- cococha, eusk. kokotxa 'barbilla de la merluza'.
- gabarra, eusk. gabarra, kabarra 'barco pequeño y chato destinado a la carga y descarga en los puertos'.
- guiri, eusk. giristinoak, en referencia a los seguidores de María Cristina en las Guerras Carlistas, considerados extranjeros. Hoy en día se usa para referirse a los turistas del norte de Europa, aunque este uso podría derivar en realidad de una palabra del árabe marroquí.
- izquierda, eusk. ezker 'izquierdo'.
- jorguín 'hechicero', eusk. sorgin 'bruja'.
- laya, eusk. lai 'un instrumento agrícola'.
- mochil 'joven que ayudaba y llevaba los recados a los campesinos' (del que deriva mochila), eusk. *motxil, diminutivo de mutil, motil 'muchacho, criado'.
- narria, eusk. narria 'un tipo de carretilla'.
- órdago, eusk. hor dago 'ahí está (expresión del mus)'.
- perrechico 'seta de San Jorge' (voz regional), eusk. perretxiko 'seta comestible'.
- pilpil, eusk. pil-pil 'onomatopeya de la ebullición'.
- socarrar, eusk. su 'fuego' y kar 'llama'.
- zamarra, chamarra, eusk. zamar 'vellón, lana esquilada; impermeable que usan los pastores para resguardarse de la lluvia'.
- zarandilla (voz regional), eusk. sugandilla 'lagartija'.
- zatico/zatillo, eusk. zati 'trozo; pedazo'.
- zurrón, eusk. zorro 'saco'.

También encontramos términos específicamente vascos, como aurresku, chistu, zorcico, chacolí o pacharán; términos de uso dialectal en el País Vasco (larra 'prado'), o préstamos muy recientes fácilmente reconocibles como euskéricos, tales como aberzale, lendakari o zulo.
Otros términos son posibles pero poco claros:
- cachorro: existen dos hipótesis, ambas problemáticas para explicar este término. La hipótesis latina (seguida por García de Diego) es que proviene del latín 'catulus' "cría" (de animal o de humano), pero no sigue la evolución normal ( 1) la palatalización a partir de un grupo -t(u)l- / -tl- en castellano se confunde con la del grupo -c(u)l- / -cl- que produce 'j' ('ovicula' > "oveja") no 'ch', por lo que de 'catulus' esperaríamos **cajo o **quejo; 2) no hay explicación al final en '-orro' y, de hecho, este tipo de finales en r múltiple suele ser considerado un indicio de influencia vasca. La hipótesis vasca la explica a partir de una metátesis del vasco 'txakur' que originariamente era un diminutivo de 'zakur' "perro", tal y como explica Mitxelena.[7] En todo caso, ambas propuestas implican cierta influencia vasca y la hipótesis latina no puede explicarse como una evolución regular.
- guitarra : la adaptación de la palabra latina 'cithara' (del griego 'kithara') a "guitarra" a través de una pronunciación vasca explicaría tanto la sonorización /g/ como la 'r' múltiple. Entwistle lo indica en su lista de vasquismos. Sin embargo, parece contradecir a esta teoría que en italiano también se dice chitarra (con la vibrante múltiple) y, por otra parte, el cambio c > g es común en varias palabras romances desde el latín (cf. cat(t)us > esp. gato, it. gatto, o también quiritare > esp. gritar, it. gridare, etc.).

En otros casos hay palabras en las que se sospecha la intervención de un substrato vasco o vascoide. Así, el término arroyo correspondería al latín hispánico arrugia (Plinio el Viejo), que Tagliavini considera de un estrato preindoeuropeo (con paralelos en los Alpes que conducen a una protoforma *rogia), cuya forma hispana correspondería a un substrato de tipo vasco que explicaría la vocal a- protética. Con todo, este tipo de términos habría pasado a los romances peninsulares no directamente desde una lengua vasca, sino desde el latín dialectal de Hispania.

### Topónimos
Pueblos de la meseta, especialmente en la provincia de Ávila, como Mingorría, Niharra, los múltiples Narros y Naharros, todos los Blasco y Muño: Muñogalindo, Muñana, Mengamuñoz, Muñogrande, Muñotello, Muñomer, Blasconuño. Pueblos de Segovia y Madrid del tipo Gascones. Los que terminan en –eta (francés –ette), –egi (francés –eguy), –aga, –arra, –aca, -edo y –ola, o los que empiezan por nava o naba en vasco llanura próxima a la montaña, vertiente, depresión, barranco (topónimos muy comunes también en Ávila). La presencia de estos topónimos en zonas como Ávila, consideradas fuera del límite de la influencia vasca, se debe, empero, a repoblaciones realizadas durante la Edad Media con colonos procedentes del norte de la península y de Gascuña.[cita requerida] El mismo fenómeno se encuentra en algunos otros lugares, más aislados, de Castilla-La Mancha, Castilla y León o Madrid. En la Sierra de Guadarrama, se localizan varios topónimos con posible origen vasco, como por ejemplo la pradera de Navarrulaque, pico la Najarra, etc. Sin embargo, la presencia de topónimos vascos en Aragón, Cataluña y el norte de Castilla, tales como valle de Arán ("valle" en euskera), Bisaurín, Zayas de Báscones ..., sí que se relaciona con poblaciones estables de hablantes en esas zonas.
Otro tipo de topónimos vascos muy extendido son los que tienen un inicio en Cha- seguido de un nombre de persona, tal y como mostró Menéndez Pidal. Ello es debido al amplio uso que tuvo en la Edad Media el apelativo vasco 'echa' (vasc. actual 'aita') "padre" como título honorífico. Entre estos topónimos tenemos Chamartín (uno en Madrid, otro en Ávila), Chaherrero (Ávila), Chagarcía (Salamanca), Muñochas (Ávila) o Chavela (Madrid; el nombre Bela, o Vela, es un nombre vasco de uso muy extendido en el Medioevo).
En la Sierra de Ávila, en las proximidades de la localidad de Narrillos del Rebollar, se encuentra el Cerro de Gorría (eusk. "mendi gorri"). Otros topónimos de esta zona de Ávila son: Garoza y Múñez.

### Apellidos
Aparte de los apellidos fácilmente reconocibles como vascos y que se encuentran con normalidad como apellidos españoles (p. ej. Mendizábal) son numerosos los apellidos vascos incorporados a la onomástica española.
La más exitosa aportación del vascuence a la antroponimia mundial es el nombre de Javier. Proviene del pueblo de Javier (Navarra) y se popularizó porque habiendo nacido allí, Francisco de Jaso tomó como nombre religioso el de Francisco de Javier. Javier es un topónimo que es una de las diversas variantes de Etxeberri 'casa nueva'. Por su parte, el apellido García (formas antiguas: Garsea, Garzea) podría tener etimología vasca, se cree que proviene de gaztea 'el joven' o de hartz 'oso'. Al principio fue usado como nombre (García o Garcés) pero, al cabo de los años, al prohibirse el uso de nombres no cristianos, se pasó a usar como apellido; [cita requerida] sin embargo Koldo Mitxelena no considera segura esta relación.
Otros conocidos apellidos con etimología vasca son: Aznar (forma antigua Azenari), de aze(a)ri 'zorro'; Barrios, de Berrioz (nuevo caserío formado por la unión matrimonial entre miembros de dos caseríos vecinos); Bolívar, de bolin-ibar 'vega del molino'; Cortázar, de korta-zahar 'establo viejo'; Mendoza, de mendo(i)tz 'cerro, collado'; Ochoa, de otsoa 'el lobo'; Ortiz, adaptación vasca del patronímico de Fortuño.